# Blériot VII
Il Blériot VII fu uno dei primi aerei francesi e fu costruito nel 1907 dal pioniere dell'aviazione Louis Blériot.

## Storia del progetto
Come il suo predecessore, il Blériot VI, che rispetto ai precedenti velivoli realizzati dal pionere francese aveva avuto un discreto successo, anche il Blériot VII aveva una configurazione alare a tandem. A differenza del precedente modello, però, la coppia di ali posteriore aveva un'apertura pari soltanto alla metà dell'apertura della coppia anteriore, segnando un passo avanti verso quella che sarebbe poi divenuta la configurazione adottata come base per la maggior parte dei velivoli successivi.
Le superfici alari in coda potevano essere mosse assieme, in modo tale da agire come un equilibratore, o indipendentemente l'una dall'altra, a mo' di alettone, uno dei primi esempi conosciuti di quello che sarebbe più tardi stato chiamato elevone. Anche in questo caso la fusoliera era a sezione quadrata e rinforzata da elementi in legno d'abete, i quali erano presenti anche a formare gli elementi portanti delle ali. Le ali anteriori erano poi sostenute per mezzo di cavi che le univano alla parte superiore della fusoliera.
Il 5 ottobre 1907, presso Issy-les-Moulineaux, Blériot iniziò delle prove di rullaggio ma l'aereo si rivelò difficile da controllare al suolo e le prove si conclusero con il collasso del carrello. L'ingegnere francese pensò quindi di risolvere il problema riprogettando proprio il carrello, con una modifica che sarà poi comune ad ogni aeromobile da lui costruito successivamente. Ogni ruota era dunque montata su un braccio che era libero di scorrere verticalmente lungo un elemento verticale fisso del telaio, con un movimento ammortizzato da corde elastiche.
Il primo volo del Blériot VII fu dunque effettuato il 16 novembre, quando Blériot riuscì a decollare e a volare per circa 200 metri, raggiungendo la velocità di 90 km/h. Dopo questo e altri voli svolti sempre in novembre, il costruttore decise di apportare altre modifiche all'aeromobile, spostando la coppia anteriore di ali più in alto, a un'altezza pari a circa i due terzi della fusoliera, e aggiungendo una struttura di montanti cabane in acciaio a cui agganciare meglio i cavi sostenenti le ali.
Con questa configurazione, il primo giorno di dicembre, Blériot effettuò un volo in cui sperimentò i primi tentativi di virata e in un altro volo, il 6 dicembre, egli riuscì a effettuare un'inversione completa in volo, in una dimostrazione tanto impressionante da far ritenere a molti degli esperti del settore che il pioniere francese fosse il più avanti di tutti.
Il volo seguente, svolto il 18 dicembre, si concluse però con un incidente. Durante la fase di atterraggio, infatti, la ruota sinistra del carrello cedette, l'ala sinistra toccò terra e l'aeroplano si capovolse, distruggendosi. Blériot se la cavò con qualche ferita di poco conto, salvato probabilmente dalla struttura di montanti cabane che aveva agito come fosse un roll-bar.